# Ballada o Kurbinim
Ballada o Kurbinim (tyt. oryg. Balada e Kurbinit) – albański film fabularny z roku 1990 w reżyserii Kujtima Çashku.

## Opis fabuły
Akcja filmu rozgrywa się w czasach osmańskich. Opowieść o Albańczyku, którzy wyjeżdża z kraju, zatrudniając się jako najemnik. Jego piękna żona czeka na niego cierpliwie w domu, ale kiedy przez długi okres nie docierają do niej żadne wieści o mężu decyduje się poślubić innego. Wtedy jej mąż powraca. Kobieta nie wie, jaką decyzję podjąć. Film utrzymany w konwencji typowej dla powieści Ismaila Kadare – do końca nie wiadomo, czy mąż, który powrócił jest istotą żywą, czy powrócił do domu już po swojej śmierci.

## Obsada
- Reshat Arbana jako Kuke Memini
- Ndrek Luca jako Vuhan pasza
- Timo Flloko jako Gurgen Dreni
- Petrit Malaj jako Dard Skura
- Matilda Makoçi jako Dudekate, żona Darda
- Ema Ndoja jako Donika
- Redi Radoja jako Niku, brat Doniki
- Dhurata Kasmi jako Meja
- Tinka Kurti jako matka Darda
- Besa Imami jako matka Gurgena
- Ahmet Pasha jako naczelnik policji (bimbasza)
- Sulejman Dibra jako Kader Herzi
- Lazër Filipi jako doradca paszy
- Ferdinand Radi jako urzędnik
- Spiro Urumi jako Ligur Bashi
- Vangjel Heba jako Temal Berati
- Muhamet Sheri jako Hanxhiu
- Kejdian Murati jako Arber
- Ndrek Prela
- Vitore Nino
- Bruno Shllaku
- Bedri Jashari
- Jul Nenshati
- Naim Nova
- Enver Plaku
- Piro Xexi